# Caminos de tiza
Caminos de tiza és una pel·lícula espanyola dirigida el 1988 per José Luis Pérez Tristán amb guió d'Eduardo Mallorquí i música d'Antón García Abril. És considerada un dels títols "maleïts" de la dècada del 1980, proposa un viatge sentimental per tal de recuperar la memòria individual.

## Argument
Narra la història d'una religiosa d'una certa edat que ha dedicat tota la seva vida a l'ensenyament contrau una malaltia que li impedeix dedicar-se a la docència. Immersa en una crisi professional, psicològica i moral. Aleshores fa un viatge a les ciutats on ha treballat com a mestra per veure el resultat de la seva tasca. Contacta amb tres de les seves antigues alumnes més destacades.

## Nominacions
La seva protagonista María Fernanda D'Ocón fou nominada al Goya a la millor actriu en els III Premis Goya